# La Bonanova (métro de Barcelone)
La Bonanova est une station de la ligne 6 du métro de Barcelone.

## Situation sur le réseau
La station se situe sous l'avenue Auguste (Vía Augusta), sur le territoire de la commune de Barcelone, dans le district de Sarrià-Sant Gervasi. Elle s'intercale entre les stations Les Tres Torres et Muntaner de la ligne Barcelone - Vallès des Chemins de fer de la généralité de Catalogne (FGC).

## Histoire
La gare ouvre au public en surface le 1887. La station actuelle est inaugurée le 12 mai 1952, à la suite de l'enfouissement de la ligne entre Sant Gervasi et Sarrià.

## Services aux voyageurs

### Accès et accueil
La station dispose de deux voies et de quais aménagés « à l'espagnole » : deux quais latéraux pour la montée des voyageurs et un quai central pour la descente.

### Intermodalité
La station permet la correspondance avec les lignes suburbaines de l'infrastructure Barcelone - Vallès.